# Pseudoscopas furcatus
Pseudoscopas furcatus är en insektsart som beskrevs av Ronderos 1987. Pseudoscopas furcatus ingår i släktet Pseudoscopas och familjen gräshoppor. Inga underarter finns listade i Catalogue of Life.